# Samuel Dexter
Samuel Dexter Boston, 14 de maio de 1761 – Athens, 3 de maio de 1816) foi um advogado e político norte-americano que serviu nas duas câmara dos Congresso e nos Gabinete Presidencial de John Adams e Thomas Jefferson.

## Biografia
Dexter nasceu na cidade de Boston na Província da Baía de Massachusetts em 14 de maio de 1761. Ele estudou na Universidade Harvard e depois começou a praticar direito, entrando na vida política em 1788 como membro da Câmara dos Representantes de Massachusetts. Dexter permaneceu como deputado estadual por dois anos e depois, em 1793, foi eleito para a Câmara dos Representantes dos Estados Unidos. Depois disso foi eleito senador em 1799.
Dexter aceitou em 1800 a oferta do presidente John Adams de tornar-se o novo Secretário da Guerra. No ano seguinte foi nomeado Secretário do Tesouro, mantendo este cargo também durante os primeiros meses da administração de Thomas Jefferson. Ele voltou a praticar direito depois de deixar o governo, recusando várias ofertas do presidente James Madison de servir como embaixador em outros países. Dexter morreu em 3 de maio de 1816 na cidade de Athens, Nova Iorque.